# Аттіла Цене
Аттіла Цене (угор. Attila Czene, 20 червня 1974) — угорський плавець.
Олімпійський чемпіон 1996 року, призер 1992 року, учасник 2000 року.
Призер Чемпіонату світу з водних видів спорту 1994, 1998 років.
Призер Чемпіонату Європи з водних видів спорту 1993, 1995 років.